# Гадяцький літературний музей родини Драгоманових
Гадяцький літературний музей родини Драгоманових — музей у м. Гадяч Полтавської області присвячений Драгомановим.

## Загальний опис
Музейна справа у Гадяцькому районі тісно пов’язана з діяльністю Лесі Українки, Олени Пчілки, Панаса Мирного, Михайла Драгоманова.
Створений музей був у 1991 році, розпочав роботу у вересні 1995 року.
Музей тісно співпрацює з навчальними закладами міста та району, місцевими художниками, товариством «Просвіта» та іншими організаціями. Форми роботи з відвідувачами різноманітні: екскурсії, виставки, уроки-лекції, зустрічі з творчими людьми, що сприяють духовному відродженню, естетичному вихованню та задоволенню культурних потреб населення.

## Фонди і експозиції музею
У музеї нараховується 171 експонат. В основному це експонати, які глибоко розкривають гадяцький період життя і творчості родини Драгоманових.
У музеї знаходиться статуетка «Єгиптянка» — особиста річ Лесі Українки, яку вона привезла до Гадяча після подорожі до Єгипту; фрагмент вишивки чоловічої сорочки зробленої руками Лесі Українки; скіфська амфора III-II ст. до н. е.; меблевий гарнітур ручної роботи кінця XVIII - поч. XIX ст. (дуб.).